# Liniers (Vienne)
Liniers é uma comuna francesa na região administrativa da Nova Aquitânia, no departamento de Vienne. Estende-se por uma área de 16.19 km². Em 2010 a comuna tinha 576 habitantes (densidade: 35,6 hab./km²).